# Maria Christian
Maria Christian (ur. 1965 w Dundalku w hrabstwie Louth) – irlandzka wokalistka, reprezentantka Irlandii podczas 30. Konkursu Piosenki Eurowizji z utworem „Wait Until the Weekend Comes”.